# Nogometni savez SAD-a
Nogometni savez Sjedinjenih Američkih Država ((engl.) United States Soccer Federation ili kraće USSF) je najviše tijelo za nogomet u SAD-u. Sa sjedištem u Chicagu, upravljati amaterskim i profesionalnim nogomet, uključujući i muška i ženska natjecanja, natjecanja za mlade, nogomet na pijesku, mali nogomet i paraolimpijski nogomet. 
Savez je osnovan 5. travnja 1913. kao United States Soccer Football Association, a 1974. je iz naziva izbačena riječ "Football". u FIFA-u je primljen godinu dana nakon osnutka, 1914., a u CONCACAF 1961. godine.

## Popis predsjednika
- Jack Flamhaft (1959. – 1961.)
- Gene Ringsdorf (1961. – 1963.)
- George Fishwick (1963. – 1965.)
- Bob Guelker (1967. – 1969)
- Erwin Single (1969. – 1971.)
- James McGuire (1952. – 1954. i 1971. – 1974.)
- Gene Edwards (1974. – 1984.)
- Werner Fricker (1984. – 1990.)
- Alan Rothenberg (1990. – 1998.)
- S. Robert Contiguglia (1998. – 2006.)
- Sunil Gulati (2006. — )

## Vanjske poveznice
- United States Soccer Federation (USSF)